# SC Corinthians Alagoano
SC Corinthians Alagoano is een Braziliaanse voetbalclub uit Maceió, de hoofdstad van de staat Alagoas.

## Geschiedenis
De club werd opgericht op 4 april 1991 en werd vernoemd naar SC Corinthians Paulista. Het logo van de club komt ongeveer overeen met het logo van deze club. In 1995 werd de club ongeslagen kampioen van de tweede klasse van het staatskampioenschap, maar het bestuur verkoos om niet te promoveren. Twee jaar later ging de club samenwerken met de Portugese topclub Benfica en werd opnieuw ongeslagen kampioen. Deze keer promoveerde de club wel naar de hoogste klasse. In 2000 speelde de club voor het eerst op nationaal niveau, toen ze deelnamen aan de Copa João Havelange. De club bereikte de tweede ronde, maar werd daar uitgeschakeld. De volgende jaren speelde de club ook enkele keren in de Série C. In 2004 werd de club voor het eerst staatskampioen. 

## Erelijst
Campeonato Alagoano
2004